# Альтрон
Альтро́н (англ. Ultron) — персонаж комиксов издательства Marvel Comics. Альтрон впервые появился в 54-м выпуске первого тома комикса «Avengers» (июль 1968) и был создан писателем Роем Томасом и художником Джоном Бьюсема.
Персонаж был сыгран Джеймсом Спейдером в фильме Кинематографической вселенной Marvel «Мстители: Эра Альтрона» (2015).

## История публикаций
Альтрон был создан Роем Томасом и Джоном Бьюсема и впервые появился в «Avengers», #54 (июль 1968) в качестве безымянного камео. Его полноценное появление состоялось в «Avengers», #55. Томас признал, что характер и внешний вид персонажа был основан на Механо, злодее, который появился в комиксах Капитан Видео и его видеорейнджеры. Курт Бьюсек и Джордж Перес стали авторами собственной сюжетной арки персонажа под названием «Ultron Unlimited», которая разворачивалась в 19-22 выпусках «Avengers» и заняла 18 строчку в списке 25-ти лучших комикс-битв по версии сайта Comic Book Resources. В 2010 году Альтрон стал одним из главных противников Могучих Мстителей в одноимённой серии комиксов, написанной Дэном Слоттом.

## Биография
Робот Альтрон был создан учёным-супергероем по имени Хэнк Пим. Он планировал использовать робота в добрых целях, но громоздкий и не похожий на андроида Альтрон дал сбой. Его добрые цели сменились на противоположные. Робот взбунтовался против Хэнка, стёр его воспоминания о себе и сбежал. Затем он превратился в андроида. Несколько раз нападал на Мстителей и почти одержал победу, но был разгромлен командой супергероев. Позже робот смог восстановиться и сделал себе тело из адамантия — прочнейшего металла на Земле. С целью уничтожить Мстителей он окружил себя целой армией роботов, в том числе Вижном и женщинами-роботами Алкемой и Джокастой. Он уверен, что его приспешники более чем сильны, чтобы одолеть супергероев. Презирает несовершенство, заложенное природой в органическую жизнь.

## Альтернативные версии

### Last Avengers
В ограниченной серии «Last Avengers», вышедшей в 1995 году, Альтрона-59 контролирует Канг Завоеватель и заставляет его напасть на Мстителей. Альтрон-59 был уничтожен Виженом, который принёс себя в жертву.

### Ultimate Marvel
Во вселенной «Ultimate Marvel» Альтрон был создан Хэнком Пимом, наряду с Виженом. Сотни копий Альтрона были использованы для поддержания порядка в Нью-Йорке, во время нападения Осведомителей. Затем Альтрон стал дворецким Алтимейтс. Одна из копий Альтрона вскоре смогла развить самосознание. Альтрон начал чувствовать влечение к Алой ведьме. Поняв, что Ванда любит своего брата Пьетро и никогда не будет с ним, Альтрон убил её. Он взял личность Жёлтого жакета и создал андроидов дубликатов. Альтрон и его Алтимейтс отправились на Дикую Землю, чтобы сразиться с Магнето, однако они были остановлены настоящими Алтимейтс. Сам Альтрон был уничтожен своим создателем — Хэнком Пимом. Позднее было выявлено, что Альтрон контролировался Доктором Думом.

### Age of Ultron
В сюжетной линии «Эра Альтрона» 2013 года, действие которой происходит в постапокалиптическом будущем, Альтрон покоряет весь мир и убивает множество супергероев.

## Вне комиксов

### Телевидение

Альтрон в мультсериале «Мстители: Величайшие герои Земли»

- Альтрон появился в мультсериале 1999—2000 годов «Мстители. Всегда вместе», где был озвучен Джоном Стокером. В сериале он ненавидит Человека-муравья Хэнка Пима, хотя считает его своим отцом и создателем. Он сам создаёт робота Вижена, чтобы тот уничтожил команду Мстителей, но тот в конечном счёте переходит на их сторону.
- Том Кейн озвучил Альтрона в мультсериале «Мстители: Величайшие герои Земли».
- В мультсериале «Супергеройский отряд» Альтрон появился в «So Pretty When They Explode».
- В мультсериале «Лига справедливости» в серии Легенды Лекс Лютор натравливает на Лигу Справедливости гигантского робота, который напоминает Альтрона.
- В мультсериале «Мстители, общий сбор!», Альтрон превращается из андроида в Арсенал, построенный отцом Тони Старка, когда забирает перчатку бесконечности у Таноса. Позже его выбросили в Солнце Железным Человеком. В 3 сезоне возвращается в качестве главного антагониста. В конце 3 сезона он сливается с Тони Старком, но его изгнали в другое измерение что в конечном счете Альтрон долго не продержался.

### Кино
- В качестве главного антагониста Альтрон появился в мультфильме «Новые Мстители: Герои завтрашнего дня», где его озвучил Том Кейн. В отличие от биографии в комиксах и мультсериала конца 90-х, создателем робота был не Хэнк Пим, а Железный человек Тони Старк.

### Кинематографическая вселенная Марвел
Альтрон — главный антагонист в фильме «Мстители: Эра Альтрона», сыграл и озвучил которого актер Джеймс Спейдер. Является порождением Камня бесконечности (Камня разума) в виде разумного сгустка энергии внутри скипетра, впоследствии переданного Локи вождем Читаури. Когда скипетр был захвачен Мстителями, Старк и Бэннер преобразовали этот разум в полноценный искусственный интеллект — Альтрона, который, в результате своего происхождения и своей программы, поставил себе главной целью уничтожение всего человечества. Последнее тело Альтрона было уничтожено Виженом, который должен был стать его новым телом.

### Видеоигры
- Альтрон появился в игре Captain America and the Avengers.
- В игре Marvel: Ultimate Alliance персонажа озвучил Джеймс Хоган.
- В качестве одного из отрицательных героев Альтрон появляется в онлайн-игре Marvel Super Hero Squad Online[англ.].
- Альтрон появился в Marvel: Avengers Alliance, в качестве одного из боссов игры.
- Альтрон является одним из играбельных персонажей в мобильной игре Marvel: Strike Force
- Альтрон является одним из играбельных персонажей в мобильной игре Marvel: Contest of Champions.
- Альтрон является одним из боссов и играбельным персонажем в мобильной игре Marvel Future Fight.
- В игре Lego Marvel’s Avengers Альтрон является одним из антагонистов игры и после окончания сюжетной кампании становится играбельным персонажем.
- В онлайн-игре Marvel Heroes 2016 Альтрон является одним из боссов и играбельным персонажем.
- Альтрон сливается с Сигмой в файтинге Marvel vs. Capcom: Infinite, где является главным антагонистом.
- Альтрон является интеллектуальным ботом в мобильной игре Marvel Puzzle Quest.
- Альтрон является одним из героев в видеоигре Marvel Rivals

## Критика и отзывы
- В 2009 году Альтрон занял 23 строчку в списке «Сто лучших злодеев комиксов всех времён» по версии IGN[12].